# Малагасийский язык
Малагаси́йский язы́к (самоназвание — malagasy, на сурабе — مَلَغَسِ; устаревшая русская передача — мальга́шский язык, от фр. langue malgache) — язык малагасийцев, населяющих, в основном, остров Мадагаскар. Также является государственным языком этого острова. Единственный австронезийский язык в Африке.
Носители живут также на близлежащих островах Реюньон, Коморы, Сейшелы и др., а также во Франции — бывшей колониальной метрополии.
В процессе развития малагасийский язык испытывал влияние арабского языка и языков банту (особенно суахили), позднее — французского языка. 

## История
Малагасийский язык не связан с близлежащими африканскими языками. Он является самым западным из малайско-полинезийских языков, принадлежащих к австронезийской семье. Это было установлено ещё в XVIII в. Малагасийский язык родственен языкам Индонезии, Малайзии и Филиппин. Наиболее близкими к нему являются языки, распространённые на острове Калимантан. Базовая лексика малагасийского языка на 90 % совпадает с лексикой языка ма’аньян в районе реки Барито на юге Калимантана. Это означает, что Мадагаскар был заселён выходцами именно оттуда. Точно неизвестно, по какой причине произошло это переселение. Позже индонезийские переселенцы смешались с выходцами из Восточной Африки и арабами.
В малагасийском языке существуют заимствования из языков банту, суахили и арабского, а также из французского (в прошлом языка колониального правительства Мадагаскара) и английского (на котором в XVIII веке говорили пираты, чьи базы были на острове).
Язык имеет письменную литературу с XV века и богатую традицию устных поэтических преданий и легенд.

## Орфография
С 1823 года язык имеет письменность на основе латинского алфавита. До этого в «магических» и астрологических текстах использовался арабский алфавит сурабе. Орфография основывается, в основном, на фонетических принципах, но за некоторыми исключениями. Буква i в конце слов заменяется на y, а буква o читается как [u].
Алфавит состоит из 21 буквы: a, b, d, e, f, g, h, i, j, k, l, m, n, o, p, r, s, t, v, y, z.
Используются также диакритические значки, однако их использование противоречит стандарту. Так, для обозначения ударения могут произвольно использоваться знаки: акут, гравис, умлаут. Последний знак, наряду с тильдой, при постановке над буквой n превращает её в велярный сонорный [ŋ]. Циркумфлекс сохраняется в орфографии слов, заимствованных из французского языка.

## Фонология
Для звукового строя малагасийского характерно строгое чередование согласных и гласных. Большинство (около 90 %) корневых слов начинается на согласный звук. Ни одно корневое слово не оканчивается на согласный.

### Гласные
| Подъём / Ряд   | Передние | Средние | Задние    |
| -------------- | -------- | ------- | --------- |
| Верхний подъём | i, y [i] |         | o [u]     |
| Средний подъём | e [e]    |         | ao, ô [o] |
| Нижний подъём  |          | a [a]   |           |

### Согласные
Одна из особенностей консонантизма малагасийского языка — наличие преназализованных согласных. Они образуются при одновременной артикуляции носовых с взрывными и аффрикатами, дающей сложные нерасчленимые звуковые комплексы. В транскрипции эти звуки обозначаются с надписной буквой назального согласного перед знаком основного согласного.
|                   |             | Губные | Альвеолярные | Ретрофлексные | Велярные | Глоттальные |
| ----------------- | ----------- | ------ | ------------ | ------------- | -------- | ----------- |
| Носовые           | Носовые     | m      | n            |               | ŋ        |             |
| Взрывные          | Звонкие     | b      | d            |               | g        |             |
| Взрывные          | Глухие      | p      | t            |               | k        |             |
| Преназ. взрывные  | Звонкие     | ᵐb     | ⁿd           |               | ᵑg       |             |
| Преназ. взрывные  | Глухие      | ᵐp     | ⁿt           |               | ᵑk       |             |
| Аффрикаты         | Звонкие     |        | d͡z           | ɖʳ            |          |             |
| Аффрикаты         | Глухие      |        | t͡s           | ʈʳ            |          |             |
| Преназ. аффрикаты | Звонкие     |        | ⁿd͡z          | ᶯɖʳ           |          |             |
| Преназ. аффрикаты | Глухие      |        | ⁿt͡s          | ᶯʈʳ           |          |             |
| Фрикативные       | Звонкие     | v      | z            |               |          |             |
| Фрикативные       | Глухие      | f      | s            |               |          | h           |
| Латеральные       | Латеральные |        | l            |               |          |             |
| Дрожащие          | Дрожащие    |        | r            |               |          |             |

Примечания:
- велярные [k] и [g] в позиции после гласного [i] палатализуются, а следующая после них гласная йотируется;
- орфографически все согласные пишутся так, как слышатся, кроме звука [dz], который обозначается буквой j, и звука [ŋ], который перед велярными [k] и [g] пишется обычной буквой n, а перед гласной — n с двумя точками (n̈) или с тильдой (ñ).

### Ударение
Для малагасийского языка характерно динамическое ударение с элементами количественного ударения. В многосложных словах ударение падает, как правило, на предпоследний слог (mòra, karàma, farafàra), а в словах, оканчивающихся на -ka, -tra, -na — на третий с конца. В производных и заимствованных словах ударение может падать на другие слоги: ôperà.
Иногда ударение играет смыслоразличительную роль:
- vòvo («верша») — vovò («лай собаки»);
- gàga («удивлённый») — gagà («удивляйтесь»).